# Universidad Akdeniz
La Universidad Akdeniz ( en turco: Akdeniz Üniversitesi ) es una de las principales universidades de la Región del Mediterráneo en Turquía con sede en Antalya, puerto sobre el mismo mar. Es una universidad de carácter público y cuenta con 12 facultades: Medicina, Acuacultura, Agricultura, Artes y Ciencias, Ciencias Económicas y Administrativas, Derecho, Finas Artes, Ingeniería, Educación, Comunicación, Negocios y Teología. Hay adicionalmente 4 escuelas vocacionales en la universidad que proveen cursos de secundaria y bachillerato. Consta de una tasa docentes-estudiantes de 10,3 lo que indica que hay un profesor por cada 35,4 estudiantes. El cuerpo administrativo consta de 1309 funcionarios, y 1671 en cargos académicos. Cuenta con 198 profesores titulares, 101 profesores asociados, 188 profesores asistentes, 265 monitores, 768 investigadores y 72 especialistas. En 2010-2011 la universidad recibió a 13.200 estudiantes de bachillerato, 16.278 estudiantes de pregrado y 1305 de posgrado.